# Пульсометрія
Пульсометрія — один з найбільш простих, доступних та достатньо інформативних способів оцінки функціонального стану системи кровообігу та організму в цілому, за допомогою визначення частоти серцевих скорочень (ЧСС) або пульсу.
Вивченням динаміки зміни пульсу та закономірностей по зміні ритму роботи серця займається варіаційна пульсометрія

## Способи вимірювання пульсу
У клінічній практиці частота серцевих скорочень вимірюється при прощупуванні (пальпації) сонної або променевої артерії, а також з використанням інструментальних методів — електрокардіографії, сейсмокардіографії, фонокардіографії, радіотелеметрії, реографії). Також пульс можна виміряти в динаміці оптичним методом за допомогою пульсометрів або пульсоксиметрів.
Все більшої популярності набувають побутові пристрої для стеження за станом власного організму, де одним із показників, що реєструється є частота периферичного пульсу.
Серед них фітнес-браслети, фітнес-трекери та розумні годинники (смарт годинники).
Не менш розповсюдженою є спортивна пульсометрія. Дана система більш складна, і крім збереження та аналізу результатів реєстрованих даних, дозволяє в реальному часі тренеру спостерігати за частотою пульсу та частотою серцевих скорочень спортсмена.